# Роже I (граф Каркассона)
Роже I Старый (фр. Roger I le Vieux; ок. 930/940 —  после апреля 1011) — граф Кузерана и части графства Комменж с ок. 957 года, граф Каркассона с 950-х, сын графа Арно I и Арсинды.

## Биография
После смерти графа Арно I его владения были разделены между сыновьями. Роже Старый унаследовал графство Кузеран и часть графства Комменж. Кроме того, он получил графства Каркассон и Разе. Неизвестно, каким образом это произошло. По наиболее распространённой сейчас точке зрения, его принесла в приданое Арсинда, мать Роже. Имя отца Арсинды в документах не указывается, однако не раз делались попытки восстановить её происхождение. По версии Europäische Stammtafeln, она была дочерью Акфреда (ум. 927), герцога Аквитании, но документального подтверждения этой версии нет. По версии Кристиана Сеттипани, Арсинда была дочерью не Акфреда Аквитанского, а его двоюродного брата, графа Каркассона и Разе Акфреда II (ум. ок. 934).
Однако у подобной идентификации есть несколько проблем. Неизвестно, кто именно был графом Каркассона между смертью Акфреда II (933/934 год) и первым упоминанием Роже I, старшего сына Арсинды и Арно как графа Каркассона (950-е годы). Кроме того нет никаких упоминаний о том, что Арно был правителем Каркассона, что было бы в том случае, если бы его жена унаследовала графство. Кроме того, среди потомков Арсинды и Арно не находится ни одного из имен, связанных с первыми графами Каркассона (Олиба, Акфред, Сунифред). На основании ономастических данных Тьерри Страссер выдвинул гипотезу, по которой Арсинда была сестрой графа Руэрга Раймунда II.
За время своего правления Роже Старый смог увеличить свои владения. Он распространил свою власть на южную часть Тулузского графства. На этой территории Роже Старый напротив каролингского аббатства Святого Фолусина построил замок Фуа. При его преемниках замок был расширен и около него вырос город Фуа, ставший центром графства Фуа, возникшего в этой области.
При этом Роже Старому не раз пришлось воевать с графом Тулузы Гильомом III Тайлефером. Также Роже Старый конфликтовал с графом Сердани и Бесалу Олибой Кабрета, который в 979 году вторгся с войском в его владения, попытавшись захватить графство Разе. Хотя Олиба был разбит, граф Каркассона при заключении мира должен был передать графу Сердани область Капси. Только после смерти Олибы Кабрета Роже удалось вернуть владения.
Точно неизвестна дата смерти Роже Старого. Последний раз он упоминается в апреле 1011 года. Вероятно он умер вскоре после этого.
Судя по всему, ещё при жизни Роже Старый разделил свои владения между сыновьями (или назначил их своими соправителями). Старший сын Раймон Роже I, умерший ещё при жизни отца, получил большую часть Каркассона и часть Комменжа. Он стал родоначальником Каркассонской ветви рода. Второй из сыновей Роже Старого, Бернар I Роже, получил Кузеран, часть Каркассона, а также Фуа. Он стал родоначальником графов Фуа. Ещё один сын избрал духовную карьеру.
Роже Старого, как и его жену, похоронили в аббатстве Сен-Илер.

## Брак и дети
Жена: до апреля 970 Аделаида, графиня Каркассонская(ум. после апреля 1011). Её происхождение не известно. На основании ономастических данных Тьерри Страссер выдвинул гипотезу, по которой она была дочерью графа Мельгёя Бернара II. Дети:
- Арсенда  (ум. после 993); муж: Гильом II (ок. 945 — после 21 июля 1007), виконт Безье
- Раймон Роже I (ум. до апреля 1011), граф Каркассона и части Комменжа
- Бернар Роже (до августа 981—1036/1038), граф Фуа, Кузерана и части Каркассона, позже граф Бигорра
- Пьер Роже (ум. 1 августа 1050), епископ Жероны
- Эрмезинда (ум. 1 марта 1058); муж: с 990/991 Рамон Боррель I (971/26 мая 972 — 25 февраля 1017), граф Барселоны